# Sava Grujić

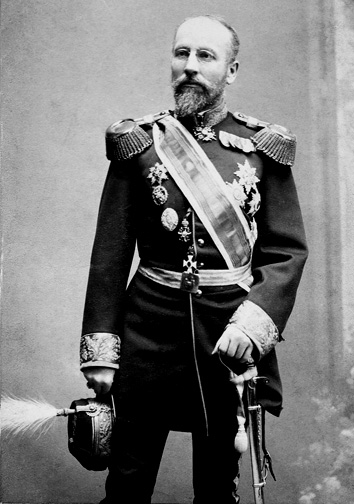
Sava Grujić

Sava Grujić (serbisch-kyrillisch Сава Грујић; * 25. November 1840 im Dorf Kolari, Smederevo; † 3. November 1913 in Belgrad) war ein serbischer Staatsmann, General und Schriftsteller, der zwischen 1887 und 1906 unter zwei verschiedenen Monarchen fünfmal als Ministerpräsident des Königreichs Serbien amtierte.

## Laufbahn
Im Jahr 1856 besuchte Grujić die serbische Militärakademie in Belgrad, wo er nach preußischen Grundsätzen ausgebildet wurde. Nach seinem Abschluss wurde er zum Leutnant der Artillerie ernannt und trat als bester Absolvent in die Preußische Kriegsakademie in Berlin ein, um seine militärische Ausbildung fortzusetzen und ein praktisches Studium der Artillerie zu absolvieren. Während seiner Zeit in Berlin schloss er sich dem polnischen Januaraufstand von 1863/64 an, inspiriert von dem damaligen romantischen Nationalismus. Grujić schloss sein Studium im Dezember 1864 ab. Danach verließ Grujić Preußen, um in der kaiserlich-russischen Armee zu dienen, er trat in den Dienst der 23. Artilleriebrigade in St. Petersburg ein und absolvierte eine örtliche Militärakademie. In Russland arbeitete er auch mit dem Sozialisten Svetozar Marković zusammen. Nach seinem Abschluss kehrte Grujić 1870 nach Serbien zurück, wurde zum Hauptmann befördert und als Artillerie- und Rüstungsexperte zunächst zum Direktor des staatlichen Arsenals in Kragujevac und später zum Chef der Artilleriekontrolle ernannt. Kragujevac war Serbiens wichtigstes Zentrum für die Waffenproduktion und die Modernisierung von Rüstungsgütern und die Waffenfabrik von Kragujevac war der größte Industriebetrieb im Fürstentum Serbien. Grujić schloss sich in dieser Zeit serbisch-nationalistischen Gruppen an, die die endgültige Unabhängigkeit des autonomen Fürstentums vom Osmanischen Reich erreichen wollen. 1873 wurde er aufgrund seiner Verbindungen zur sozialistischen Zeitung Javnost aus dem Militärdienst entlassen, jedoch 1975 wieder zum Leiter der Waffenfabrik in Kragujevac gemacht.
Im Juli 1875 lehnten sich die Bauern in der Herzegowina gegen ihre türkischen Grundherren und Herrscher auf. Der Aufstand breitete sich schnell auf Bosnien aus und weckte kriegerische Gefühle in Serbien. Am 28. Juni 1876, dem Jahrestag der Schlacht auf dem Amselfeld, erklärt Serbien dem Osmanischen Reich den Krieg, wobei ihnen bald darauf die Russen zu Hilfe kamen. Als Artilleriekommandeur nahm Grujić eine führende Rolle in den Schlachten ein und war maßgeblich an den Erfolgen der serbischen Armee während des gesamten Krieges beteiligt. Ende 1876 wurde er in den Rang eines Obersts befördert und im September schließlich zum Kriegsminister erhoben. Sava Grujić begann mit der Reorganisation der serbischen Armee unter Nutzung seiner preußischen Ausbildung im Bund mit den Russen. Schließlich konnte Serbien im Berliner Kongress von 1878 seine vollständige Unabhängigkeit erreichen. Grujić wurde in der Folgezeit Diplomat und war ab 1879 diplomatischer Vertreter Serbiens in Bulgarien, 1882 wurde er Gesandter in Athen und 1885 Gesandter in St. Petersburg.
Nachdem er zunächst der liberalen Partei zugeneigt war, trat Sava Grujić der Radikalen Volkspartei unter der Führung von Nikola Pašić bei. Die Radikale Partei wurde 1881 gegründet und ihre ideologischen Ursprünge lassen sich auf das sozialistische Programm von Svetozar Marković zurückführen, mit dem Grujić bereits vertraut war. Im Juni 1887 wurde Grujić Kriegsminister in einer liberal-radikalen Koalitionsregierung und im Dezember 1887 wurde er Ministerpräsident einer Regierung der Radikalen Partei, die bis April 1888 hielt. Eine zweite Regierung unter Sava Grujić, der in dieser auch Außenminister war (1889/91) verabschiedete 1888 eine neue Verfassung, welche eine deutliche Demokratisierung des politischen Lebens einleitete. 1893/4 war er erneut Ministerpräsident, bevor wieder in den diplomatischen Dienst zurückkehrte und Gesandter in St. Petersburg und Istanbul wurde. Am 21. November 1903 wurde Grujić unter Peter I. erneut Ministerpräsident und behielt dieses Amt bis zum 27. November 1904. Vom 1. März 1906 bis zum 17. April 1906 war Sava Grujić zum fünften Mal Ministerpräsident und noch einmal Kriegsminister. 1907 leitete er auch die serbische Delegation bei der zweiten Haager Konvention. Nach seinem Rückzug aus dem politischen Leben starb er 1913 in Belgrad.
Grujić schrieb eine Reihe von militärischen Handbüchern und Büchern, darunter Vojna organizacija Srbije (Die militärische Organisation Serbiens; 1874) und Osnovi vojnog uredzienja knez¡ evine Bugarske (Die Grundlagen der militärischen Struktur des Fürstentums Bulgarien; 1880). Eine seiner bekanntesten Publikationen, die damals sehr populär war, war die vierbändige Geschichte der serbisch-türkischen Kriege von 1816–1818, in der er seine Kriegserfahrungen schilderte und seine Memoiren, die eine der besten Analysen der Kriege gelten.
Nachdem seine erste Frau Angelina in jungen Jahren gestorben war, heiratete Sava Grujić 1867 ein zweites Mal. Mit seiner zweiten Frau Milica Radovanović hatte er vier Kinder, zwei Söhne und zwei Töchter. Seine beiden Söhne dienten ebenfalls im Militär.